# Vicepresidente del Consejo de Ministros de Italia
El vicepresidente del Consejo de Ministros de Italia tiene como principales objetivo ayudar y, si fuera necesario, reemplazar de manera temporal al Presidente del Consejo de Ministros.

## Definición y funciones
El cargo de Vicepresidente del Consejo de Ministros no aparece mencionado expresamente en la Constitución italiana (donde solo se hace mención al Primer Ministro, a los "ministros" en general y a los de Interior o Defensa en particular) y formalmente equivaldría al de un ministro sin cartera.
El jefe del ejecutivo italiano puede proponer que uno o más miembros de su gabinete desempeñe el papel de vicepresidente/s del Consejo, propuesta que se someterá a debate y aprobación en el propio gobierno. La función de quien ocupa la vicepresidencia (o la vicepresidencia sénior en caso de haber más de una) es ejercer como presidente en funciones en caso de ausencia o impedimento legal del titular (artículo 8 de la ley 400). En caso de no haberse designado a nadie para tal puesto, dichas funciones son asignadas al ministro de mayor rango.
Es corriente que, en caso de formarse gobiernos de coalición, el jefe del segundo partido en importancia o un representante autorizado por el mismo ejerza como vicepresidente (o que haya varias vicepresidencias en caso de tratarse de una coalición de más de dos partidos).
Los últimos vicepresidentes del Consejo fueron Matteo Salvini (Liga Norte) y Luigi Di Maio (Movimiento 5 Estrellas), aunque, de conformidad con el artículo 8 de la Ley de 23 de agosto de 1988, nro. 400, como vicepresidente sénior el Senador Matteo Salvini era quien tenía la potestad de sustituir al Presidente del Consejo de Ministros de la República Italiana Giuseppe Conte, en el ejercicio de sus funciones. Desde la remodelación de 2019 y la entrada del PD en sustitución de la Liga en el ejecutivo de Conte, el cargo fue suprimido, hasta 2022.
En 2022, tras la dimisión de Mario Draghi y la asunción de Giorgia Meloni como Presidenta del Consejo, Meloni restauró el cargo y nombró al Ministerio de Infraestructura Matteo Salvini y al Ministro de Asuntos Exteriores Antonio Tajani como vicepresidentes del Consejo después de 3 años de haberse suprimido el cargo.

## Línea temporal
- Datos: Q4011164